# ProVida
ProVida er en serie af mobile overvågnings- og hastighedskontrolsystemer produceret af det engelske Petards Group. Systemet blev oprindeligt udviklet i 1986 af det danske firma Proff Digitalsystemer, som var grundlagt af Bjarne Kjems-Nielsen og John Hædersdal. I 1992 blev Proff Digitalsystemer købt af JaiVISION. Den første bruger var Det Danske Rigspoliti. I dag accepteres ProVida-optagelser som bevis i flere forskellige jurisdiktioner.
Den seneste version af systemet, ProVida 4000, findes på mere end 10 forskellige sprog og består af fire komponenter:
- ProVida overvågning
- ProVida hastighedsmåling
- ProVida automatisk nummerpladegenkendelse
- Specialiserede kameraer

## Detaljer for brugergrænsefladen
Der findes mange internationale varianter for kameraets "SPEED"-tæller:
- "SPEED" − Storbritannien, Polen, Holland
- "EGEN HASTIGHED" − Danmark, Norge, Sverige, afledt af det danske ord "egen hastighed"
- "GESCHW" − Tyskland, afledt af det tyske ord "geschwindigkeit", som betyder hastighed

### Versioner
Tidlige versioner havde følgende display:
PP SPEED
000.00 Mph
Øvrige varianter var:
PP SPEED
0.00 Mph
og fra og med 1994:
PP SPEED
0.00 m.p.h.
SPEED
000 m.p.h.
I 1996 kom der en ny i version i følgende format:
v: 0.00mph
o: 0mph
I 1997 blev displayet i følgende nye format:
s: 0.00mph
o: 0mph
"v" og "s" betyder henholdsvis køretøj ("vehicle") og hastighed ("speed").
Udenlandske versioner kunne være:
h: 0.00km/t
o: 0km/t
hvor "h" betyder "egen hastighed" (på dansk).